# حسن‌آباد اعتماد
حسن‌آباد اعتماد، روستایی در دهستان ده محمد بخش مرکزی شهرستان عشق‌آباد در استان خراسان جنوبی ایران است.
این روستا در کیلومتر ۸۵ محور طبس - عشق‌آباد و ۲۰ کیلومتری شهر عشق‌آباد واقع شده است.
یکی از جاذبه‌های گردشگری، تپه‌های ماسه بادی است که در این روستا واقع شده است و دارای طبیعت بکر و زیبا است که همه ساله به‌ویژه در ایام نوروز مورد استقبال میهمانان نوروزی قرار می‌گیرد. با توجه به این که این روستا در کنار جادهٔ طبس - مشهد واقع شده و دارای جاده آسفالته ۱٫۵ کیلومتری تا محل تفرجگاه می‌باشد، امکان دسترسی آسان و راحت به این مکان وجود دارد؛ بنابراین مورد توجه تورهای کویر نوردی واقع شده و از استقبال بینظیری برخوردار است.

## جمعیت
بر پایه سرشماری عمومی نفوس و مسکن در سال ۱۳۹۵، جمعیت این روستا برابر با ۴۰ نفر (۱۷ خانوار) بوده است.